# Carlos de Mecklemburgo-Güstrow
Carlos de Mecklemburgo-Güstrow (en alemán, Karl zu Mecklenburg-Güstrow; Güstrow, 18 de noviembre de 1664 - Güstrow, 15 de marzo de 1688) fue el príncipe heredero de Mecklemburgo-Güstrow. Era un hijo del duque Gustavo Adolfo de Mecklemburgo-Güstrow y de su esposa, Magdalena Sibila, nacida duquesa de Schleswig-Holstein-Gottorp, una hija del duque Federico III de Holstein-Gottorp.

## Biografía
Carlos contrajo matrimonio el 10 de agosto de 1687 en Potsdam con María Amalia de Brandeburgo, la hija del "Gran Elector" Federico Guillermo de Brandeburgo. El matrimonio no tuvo hijos. Él murió inesperadamente de viruela en 1688. Era el último hijo varón superviviente de su padre, y su esposa perdió a su hijo cuando supo su destino, de tal modo que la línea de Mecklemburgo-Güstrow se extinguió cuando su padre falleció en 1695.
Su cuñado, el duque Adolfo Federico II de Mecklemburgo-Strelitz, reclamó Mecklemburgo-Güstrow. No obstante, el duque Federico Guillermo de Mecklemburgo-Schwerin no estuvo de acuerdo y la situación legal no estaba clara, llevando a una prolongada disputa sucesoria. La disputa fue resuelta en la Partición de Hamburgo, donde fue redefinida la relación entre Mecklemburgo-Schwerin y Mecklemburgo-Strelitz de tal modo que Mecklemburgo-Güstrow fue entregado a Mecklemburgo-Schwerin.